# رحمان محمدی‌راد

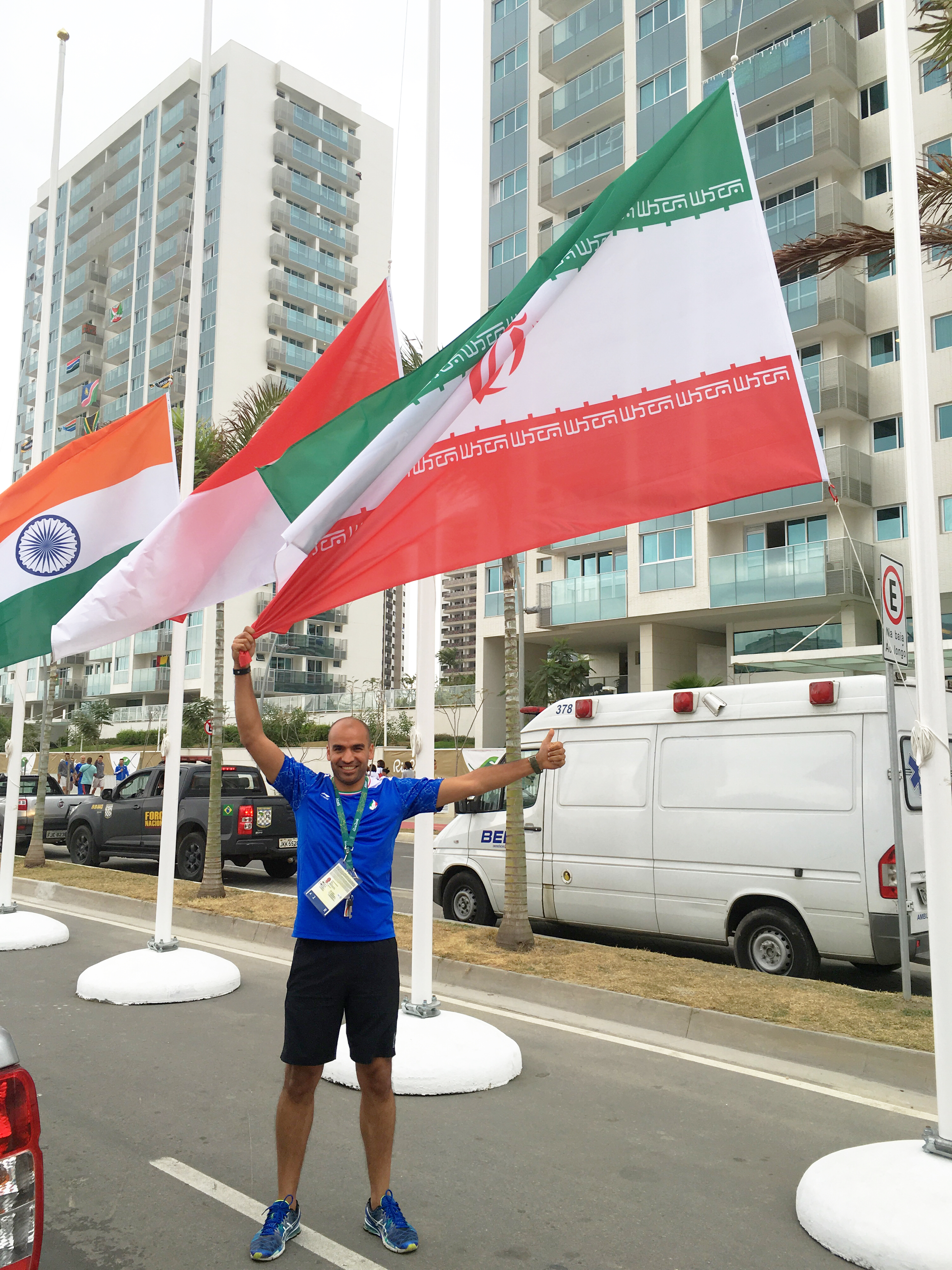
رحمان محمدی راد

رحمان محمدی راد بازیکن سابق و مربی فعلی والیبال اهل ایران است. محمدی راد به‌عنوان بازیکن سابقه حضور در تیم ملی ایران را در مسابقات بازی‌های آسیایی بوسان ۲۰۰۲ در کارنامه خود دارد. وی به همراه دیگر بازیکنان تیم به مدال نقره مسابقات دست یافتند. محمدی راد پس از حسین معدنی جایگزین وی به عنوان دستیار کواچ شد. از سوابق ایشان در کار مربیگری در رده ملی می‌توان به همکاری با ولاسکو، کواچ و لوزانو بعنوان دستیار اشاره کرد. کسب مدال طلای بازیهای آسیایی ۲۰۱۴، مقام چهارم لیگ جهانی و ششمی قهرمانی جهان و کسب سهمیه المپیک و حضور در المپیک ۲۰۱۶ ریو و صعود به دور دوم این بازیها از افتخارات این مربی جوان است.
در رده باشگاهی ۳ سال بعنوان دستیار در باشگاه شهرداری ارومیه فعالیت کرده و در سال ۹۵ بعنوان سرمربی تیم هاوش گنبد انتخاب شد. وی در لیگ سال ۱۳۸۰ والیبال کشور به همراه تیم صنام تهران به مقام قهرمانی رسید.
محمدی راد در سال ۱۳۹۶ در بانک سرمایه قهرمان ایران شد و پس از آن باشگاه والیبال بانک سرمایه منحل گردید.
وی در سال ۱۳۹۷ با توجه به عملکرد خوب و تجربیات ملی و باشگاهی بعنوان سرمربی این بار در تیم شهرداری ورامین انتخاب شد او توانست یک فصل درخشان را در تیم والیبال شهرداری ورامین داشته باشد و توانست قهرمان لیگ والیبال ایران شود و سپس به قهرمانی در باشگاه های آسیا دست پیدا کرد وی در سال ۹۸ به تیم سپاهان اصفهان پیوست و با این تیم 2 بار به مقام سوم لیگ برتر ایران رسید.همچنین در سال 2021 بعنوان سرمربی تیم ملی پاکستان توانست برای اولین بار در تاریخ والیبال این کشور به مقام 7 آسیا در مسابقات قهرمانی اسیا برسد.او در سالهای 1401و 1402 بعنوان سرمربی تیم هورسان رامسر توانست لقب شگفتی ساز لیگ برتر ایران را کسب کند.
وی سرمربی تیم والیبال شهداب یزد در سال 1403 بود و با این تیم به مقام نایب قهرمانی باشگاه های آسیا رسید و سهمیه حضور در باشگاه های جهان را کسب کرد.